# Harkelien Kruyer
Harkelien Kruyer (24 februari 1972) is een Nederlands langebaanschaatsster.
Tussen 1990 en 1992 nam Kruyer deel aan de Nederlandse kampioenschappen afstanden.

## Records

### Persoonlijke records[3]
| Afstand      | Tijd     | Datum            | Baan       |
| ------------ | -------- | ---------------- | ---------- |
| 500 meter    | 45,91    | 13 maart 1991    | Heerenveen |
| 1000 meter   | 1.29,53  | 23 februari 1992 | Heerenveen |
| 1500 meter   | 2.15,84  | 22 februari 1992 | Heerenveen |
| 3000 meter   | 4.40,90  | 13 maart 1991    | Heerenveen |
| 5000 meter   | 8.03,51  | 15 maart 1991    | Heerenveen |
| 10.000 meter | 17.38,09 | 7 maart 1992     | Groningen  |